# ミッキー・ローカー
ミッキー・ローカー（Mickey Roker、1932年9月3日 - 2017年5月22日）は、アメリカのジャズ・ドラマー。

## 略歴
ローカーはグランヴィル・ローカー（父）とウィリー・メイ・ローカーの息子としてマイアミで極貧家庭に生まれた。母が亡くなった後（父と同居したことはなかった）、わずか10歳の時、祖母に連れられてフィラデルフィアの叔父ウォルターのもとで暮らした。ウォルターはローカーに最初のドラムセットを贈り、ジャズへの愛を甥に伝えた。また、ウォルターは若きローカーをフィラデルフィアのジャズ界に紹介し、ドラマーのフィリー・ジョー・ジョーンズはローカーのアイドルとなった。
1950年代初頭、ローカーは繊細でありながらも力強いビッグバンド・ドラマーとして認知され始めた。特にディジー・ガレスピーのお気に入りで、「彼がグルーヴ感を一度生み出せば、それが何であれ、パリに行って戻ってきても、それはそこに存在している。何も心配する必要はない」と評した。ローカーはすぐに、ビッグバンドと小さいコンボの両方で、そのサポート・スキルを買われるようになっていった。
フィラデルフィアでは、ジミー・オリヴァー、ジミー・ヒース、ジミー・ディヴァイン、キング・ジェームス、サム・リードらと共演した後、1959年にニューヨークへ移り、ジジ・グライス、レイ・ブライアント、ジョー・ウィリアムズ、ジュニア・マンス、ナンシー・ウィルソン、そしてデューク・ピアソン・ビッグバンドと共演した。
1965年、ミッキーはアート・ファーマーとベニー・ゴルソンが再結成したグループ「ニューヨーク・ジャズ・セクステット」に加入した。
1992年には、コニー・ケイに代わってモダン・ジャズ・カルテットに加入している。
彼は、ディジー・ガレスピー、ソニー・ロリンズ、デューク・ピアソン、トミー・フラナガン、エラ・フィッツジェラルド、ズート・シムズ、ホレス・シルヴァー、ジュニア・マンス、サラ・ヴォーン、ミルト・ジャクソン、ハービー・ハンコック、フィル・ウッズ、オスカー・ピーターソン、レイ・ブラウン、バッキー・ピザレリ、スタンリー・タレンタイン、秋吉敏子、ハンク・ジョーンズ、ボビー・ハッチャーソン、ジョー・ロックなど、数多くのジャズ・ミュージシャンたちとレコーディングを行った。
ローカーは21世紀もフィラデルフィアの音楽シーンで活躍していた。糖尿病、肺がん、その他の健康問題を抱えており、ペンシルベニア州フィラデルフィアにて84歳で自然死した。

## ディスコグラフィ

### 参加アルバム
ナット・アダレイ
- 『ナチュラル・ソウル』 - Little Big Horn (1963年、Riverside)

ジーン・アモンズ
- Got My Own (1972年、Prestige)
- Big Bad Jug (1972年、Prestige)
- Together Again for the Last Time (1976年、Prestige) ※with ソニー・スティット

ロイ・エアーズ
- 『ダディ・バグ』 - Daddy Bug (1969年、Atlantic)

ジョシュア・ブレイクストーン
- Let's Call This Monk! (1997年、Double-Time)

ランディ・ブレッカー
- 『スコア』 - Score (1969年、Solid State)

レイ・ブラウン
- 『レッド・ホット』 - Red Hot Ray Brown Trio (1987年、Concord)

レイ・ブライアント
- 『コン・アルマ』 - Con Alma (1960年、Columbia)
- Dancing the Big Twist (1961年、Columbia)

ドナルド・バード
- 『エレクトリック・バード』 - Electric Byrd (1970年、Blue Note)
- 『ザ・クリーパー』 - The Creeper (1981年、Blue Note) ※1967年録音
- Kofi (1995年、Blue Note) ※1971年録音

ジョン・ファディス
- 『ヤングブラッド』 - Youngblood (1976年、Pablo)

アート・ファーマー
- 『ザ・タイム・アンド・ザ・プレイス』 - The Time and the Place (1967年、Columbia)
- 『プレイズ・ザ・グレイト・ジャズ・ヒッツ』 - The Art Farmer Quintet Plays the Great Jazz Hits (1967年、Columbia)
- The Time and the Place: The Lost Concert (2007年、Mosaic) ※1966年録音

フランク・フォスター
- 『マンハッタン・フィーヴァー』 - Manhattan Fever (1968年、Blue Note)

ディジー・ガレスピー

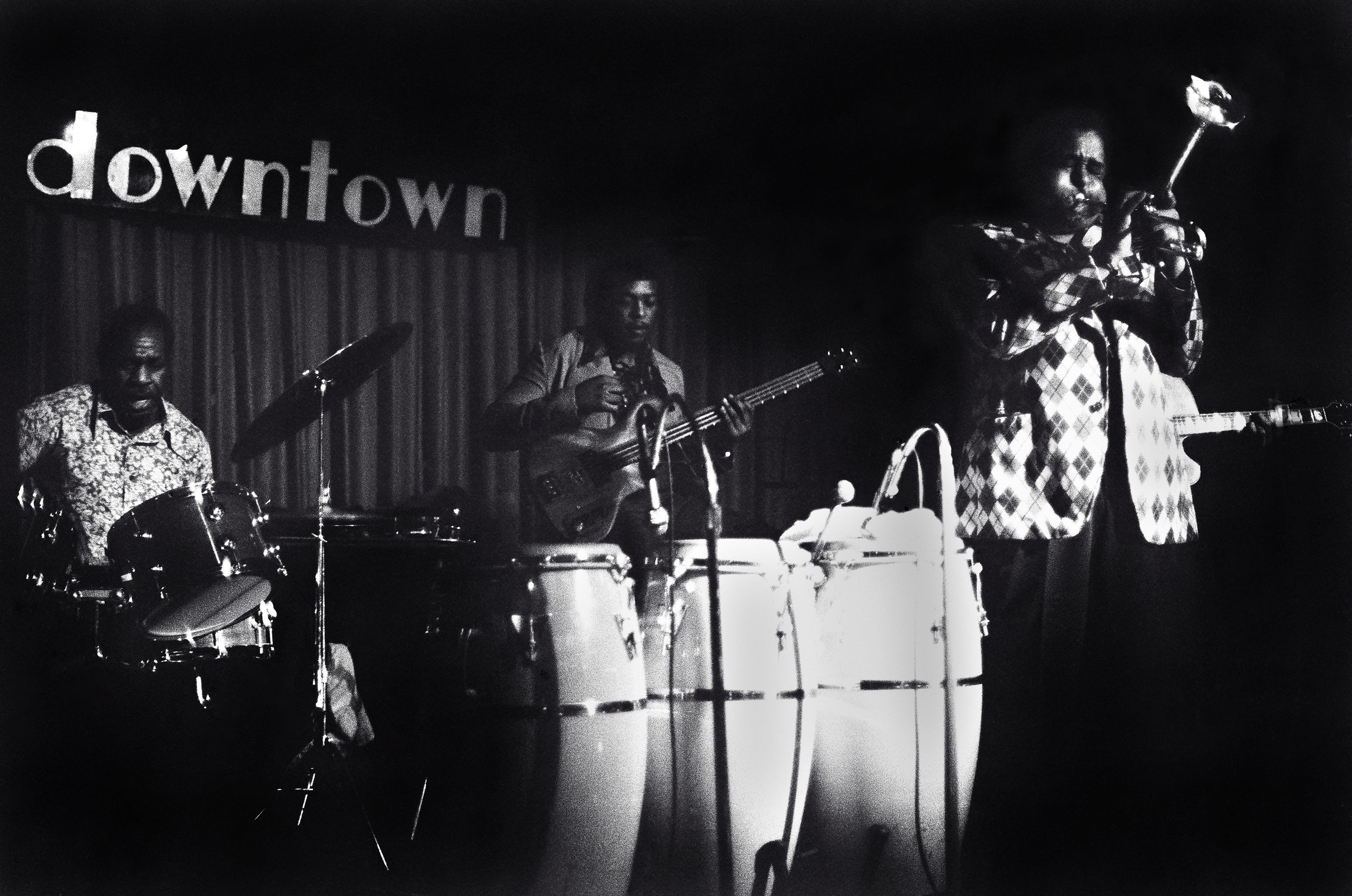
左から：ローカー、ベン・ブラウン、ディジー・ガレスピー、そして隠れた位置にロドニー・ジョーンズ（ニューヨーク州バッファロー、1977年）

- 『ディジーズ・ビッグ 4』 - Dizzy Gillespie's Big 4 (1974年、Pablo)
- 『アフロ・キューバン・ジャズ・ムード』 - Afro-Cuban Jazz Moods (1975年、Pablo) ※with マチート
- 『ディジー・アット・モントゥルー '75』 - The Dizzy Gillespie Big 7 At The Montreux Jazz Festival (1975年、Pablo)
- 『バイアナ』 - Bahiana (1975年、Pablo)
- 『カーター、ガレスピー、インコーポレイテッド』 - Carter, Gillespie Inc. (1976年、Pablo) ※with ベニー・カーター
- 『ディジーズ・パーティ』 - Dizzy's Party (1976年、Pablo)

ジジ・グライス
- 『セイイング・サムシン!』 - Saying Somethin'! (1960年、New Jazz)
- 『ザ・ハプニンズ』 - The Hap'nin's (1960年、New Jazz)
- 『ラット・レース・ブルース』 - The Rat Race Blues (1960年、New Jazz)
- Doin' the Gigi (2011年、Uptown)

ハービー・ハンコック
- 『スピーク・ライク・ア・チャイルド』 - Speak Like a Child (1968年、Blue Note)

ジーン・ハリス
- 『ザ・ジーン・ハリス・トリオ・プラス・ワン』 - The Gene Harris Trio Plus One (1984年、Concord)

ボビー・ハッチャーソン
- 『サンフランシスコ』 - San Francisco (1970年、Blue Note)

ミルト・ジャクソン
- 『ボーン・フリー』 - Born Free (1966年、Limelight)
- 『モーニング・アフター』 - Milt Jackson and the Hip String Quartet (1968年、Verve)
- 『オリンガ』 - Olinga (1974年、CTI)
- 『ミルト・ジャクソン・アット・モントゥルー '75』 - The Milt Jackson Big 4 At The Montreux Jazz Festival 1975 (1975年、Pablo)

ウィリス・ジャクソン
- 『リアリー・グルーヴィン』 - Really Groovin'  (1961年、Prestige)
- In My Solitude (1961年、Moodsville)

ハンク・ジョーンズ
- 『グルーヴィン・ハイ』 - Groovin' High (1978年、Muse)

サム・ジョーンズ
- 『サムシング・ニュー』 - Something New (1979年、Interplay)

アイリーン・クラール
- 『ベター・ザン・エニシング』 - Better Than Anything (1963年、Äva)

チャールズ・カイナード
- 『ソウル・ブラザーフッド』 - The Soul Brotherhood (1969年、Prestige)

マイク・ロンゴ
- 『ファンキア』 - Funkia (1973年、Groove Merchant)
- 『トーク・ウィズ・ザ・スピリッツ』 - Talk with the Spirits (1976年、Pablo)

ジュニア・マンス
- 『ジュニアズ・ブルース』 - Junior's Blues (1962年、Riverside)
- 『ハッピー・タイム』 - Happy Time (1962年、Jazzland)
- Monk (Live) (2003年、Chiaroscuro)

ハービー・マン
- 『ストーン・フルート』 - Stone Flute (1970年、Embryo)

ブルー・ミッチェル
- 『ボス・ホーン』 - Boss Horn (1966年、Blue Note)

モダン・ジャズ・カルテット
- 『結成40周年記念』 - MJQ & Friends: A 40th Anniversary Celebration (1994年、Atlantic)

リー・モーガン
- 『ゴッド・ブレス・ザ・チャイルド』 - Standards (1967年、Blue Note)
- 『ザ・サイドワインダーLIVE』 - Live at the Lighthouse (1970年、Blue Note)
- 『ソニック・ブーム』 - Sonic Boom (1979年、Blue Note)

NYハードバップ・クインテット
- Rokermotion (1996年、TCB)

ジョー・パス
- 『クウォドラント』 - Quadrant (1977年、Pablo)

デューク・ピアソン
- 『ワフー』 - Wahoo! (1964年)
- 『ハニーバンズ』 - Honeybuns (1965年)
- 『プレイリー・ドッグ』 - Prairie Dog (1966年)
- 『スイート・ハニー・ビー』 - Sweet Honey Bee (1966年、Blue Note)
- 『イントロデューシング・デューク・ピアソン・ビッグ・バンド』 - Introducing Duke Pearson's Big Band (1967年、Blue Note)
- 『ザ・ファントム』 - The Phantom (1968年、Blue Note)
- 『ナウ・ヒア・ジス』 - Now Hear This (1968年、Blue Note)
- 『ハウ・インセンシティヴ』 - How Insensitive (1969年、Blue Note)
- 『イット・クッド・オンリー・ハプン・ウィズ・ユー』 - It Could Only Happen with You (1970年)

オスカー・ピーターソン & ステファン・グラッペリ
- 『スコール (乾杯!)』 - Skol (1979年、Pablo)

ビリー・プール
- Confessin' the Blues (1963年、Riverside)

ソニー・ロリンズ
- There Will Never Be Another You (1965年、Impulse!)
- 『オン・インパルス』 - Sonny Rollins on Impulse! (1965年、Impulse!)

シャーリー・スコット
- Soul Duo (1966年、Impulse!) ※with クラーク・テリー
- 『オアシス』 - Oasis (1989年、Muse)
- Great Scott! (1991年、Muse)
- 『ブルース・エヴリホエア』 - Blues Everywhere (1991年、Candid)
- 『スカイラーク』 - Skylark (1991年、Candid)

ホレス・シルヴァー
- 『セレナーデ・トゥ・ア・ソウル・シスター』 - Serenade to a Soul Sister (1968年、Blue Note)
- 『ザット・ヒーリン・フィーリン』 - That Healin' Feelin' (1970年、Blue Note)
- 『トータル・レスポンス』 - Total Response (1972年、Blue Note)
- All (1972年、Blue Note)
- 『27番目の男 (イン・パースート・オブ・ザ・27thマン)』 - In Pursuit of the 27th Man (1973年、Blue Note)

バディ・テリー
- 『アウェアネス』 - Awareness (1971年、Mainstream)

スタンリー・タレンタイン
- 『ラフ・ン・タンブル』 - Rough 'n' Tumble (1966年、Blue Note)
- 『ザ・スポイラー』 - The Spoiler (1966年、Blue Note)

マッコイ・タイナー
- 『ライヴ・アット・ニューポート』 - Live at Newport (1963年、Impulse!)

ハロルド・ヴィック
- The Caribbean Suite (1966年、RCA Victor)
- Commitment (1974年、Muse) ※1967年録音

メアリー・ルー・ウィリアムス
- Zoning (1974年、Mary) ※later reissued by Smithsonian Folkways, with expansion
- 『フリー・スピリッツ』 - Free Spirits (1975年、SteepleChase)

シダー・ウォルトン
- The Electric Boogaloo Song (1969年、Prestige)

ジョー・ウィリアムズ
- 『アット・ニューポート'63』 - At Newport '63 (1963年、RCA Victor)

ルーベン・ウィルソン
- 『シスコ・キッド』 - The Cisco Kid (1973年、Groove Merchant)

フィル・ウッズ
- 『ライツ・オブ・スイング』 - Rights of Swing (1961年、Candid)